# Aleksej Osipovič Ahmanov
Aleksej Osipovič Ahmanov (rusko Алексей Осипович Ахманов), sovjetski general, * 9. marec 1897, Tatarstan, Ruski imperij, † 17. november 1949, Minsk, Sovjetska zveza.

## Življenjepis
Leta 1938 je bil poveljnik 1. motoriziranega strelskega polka, nato pa je bil poveljnik 30. samostojne tankovske brigade (1938–40), namestnik poveljnika 18. tankovske divizije (1940–41), poveljnik 27. (1941) in 105. tankovske divizije (1941), poveljnik tankovskih sil Kalininske fronte in namestnik vrhovnega poveljnika Kalininske fronte (1941–42), poveljnik 81. tankovske brigade (1942), asistent poveljnika 1. gardne armade (1942), asistent poveljnika tankovskih sil Jugovzhodne fronte (1942–43), asistent poveljnika tankovskih sil 3. ukrajinske fronte (1943–44) in poveljnik 23. tankovskega korpusa (1944–45).
Po vojni je bil nekaj časa poveljnik 23. tankovske divizije, nato pa je končal Vojaško akademijo Vorošilov (1948). 
Med letoma 1948 in 1949 je bil poveljnik tankovskih sil Beloruskega vojaškega okrožja.

## Odlikovanja
- heroj Sovjetske zveze
- red Lenina 2x
- red rdeče zastave 2x
- red Kutuzova
- red Suvorova